# MABES
MABES  (acrônimo de Magnetic Bearing Flywheel Experimental Satellite), que foi renomeado após o lançamento para Jindai, foi um satélite artificial japonês lançado no dia 12 de agosto de 1986 por um foguete H-I a partir do Centro Espacial de Tanegashima.

## Características
O MABES foi um satélite experimental dedicado a medir as características oscilatórias e giratórias de um modelo de volante de inércia magnético para orientação em voo em condições de ausência de gravidade e confirmar o bom funcionamento do aparelho. A experiência em si ia acoplado ao segundo estágio do foguete lançador, ficando em órbita nesta configuração.